# Господарський кодекс України
Господа́рський ко́декс Украї́ни —  кодифікований закон України, який визначає основні засади господарювання в Україні та регулює господарські відносини, що виникають у процесі організації та здійснення господарської діяльності між суб'єктами господарювання, а також між цими суб'єктами та іншими учасниками відносин у сфері господарювання.

## Історія ухвалення Кодексу
Кодекс виступив результатом багаторічної роботи юристів господарсько-правового напряму, очолюваних академіком НАН України, директором Інституту економіко-правових досліджень НАН України Валентином Карловичем Мамутовим, в кооперації з Міністерством економіки. Розробка Кодексу відбувалася одночасно із підготовкою нового Цивільного кодексу України, яким опікувалися представники науки цивільного права та Міністерства юстиції України. Багато у чому робота розробників не була узгоджена, адже грунтувалася на протилежних категорічних позиціях членів відпоавідних команд за відсутності готовності до компромісів. Відповідні антагонізми спостерігаються в українській науці протягом 30 років.
У 1992 році Верховна Рада України ухвалила постанову, якою було затверджено Концепцію судово-правової реформи України.
У документі йшлося про необхідність підготовки одночасно з Цивільним кодексом також Господарського (Торгового) Кодексу. Тут було взято за основу поширену стару назву господарської кодифікації, що використовується у багатьох європейських країнах, зокрема у Німеччині. Під час роботи над проєктом від терміну «Торговий» відмовилися та звернулися до французького досвіду найменування – «Господарський Комерційний Кодекс». Але на наступній стадії – під час обговорення у Верховній Раді України – від слова «Комерційний» теж відмовились і залишилося «Господарський Кодекс».
У 1993 році було підготовлено аванпроєкт кодексу – Господарсько-Комерційного. Аванпроєкт було перекладено німецькою та англійською мовами. Обговорення відбувалося в Бонні, Німеччина. 
Як зазначав Валентин Мамутов: 
"Німецькі міністерства тоді ще не переїхали до Берліна, а залишалися в Бонні. І там було організовано обговорення ось цього аванпроєкту Господарського Кодексу України. Його переклали, рецензували, обговорювали протягом цілого тижня – дуже детально, прискіпливо, по всіх главах. До того ж, по кожному розділові від нас була присутня делегація тих учених, які опікувалися відповідним питанням. Від німецької сторони по кожному розділові участь в обговоренні брали представники Міністерства юстиції та Міністерства економіки – буквально, кожну главу опрацьовували саме фахівці з тих питань, яким присвячено певний розділ. Графік нашої спільної роботи був насиченим і щільним: так, протягом першої половини дня одна глава обговорюється фахівцями, протягом другої половини дня – наступна… І так весь тиждень працювали. Потім німецькі колеги склали докладну рецензію на 100 з гаком аркушах з викладенням своїх зауважень і пропозицій, котрі надалі нами було враховано".
З урахуванням результатів обговорення у Німеччині та рекомендацій від французького радника, а також рекомендацій представництва ТАСІС в Україні (програма ТАСІС була одним з головних практичних інструментів співпраці ЄС та України, і її представники розглядали розроблений проєкт в англомовному перекладі) у грудні 1995 року до Кабінету Міністрів України було подано аванпроєкт Господарського кодексу.
Одночасно Міністерство юстиції та його робоча готували проєкт Цивільного Кодексу, однак до грудня 1995 року він не був поданий до Кабінету Міністрів України. Згодом народні депутати винесли проєкт Господарського  кодексу на розгляд Верховної Ради України. У березні 1996 року на розгляд Верховної Ради України був внесений Цивільний кодекс.
Протягом 5 років відбувалася робота щодо узгодження положень проєктів, але багато в чому вона носила суто зовнішній характер.
У листопаді 2001 року обидва кодекси було ухвалено  конституційною більшістю понад 300 голосів. Але Президент України повернув до Верховної Ради проєкти кодексів  зі своїми зауваженнями. Після усунення деяких розбіжностей  кодекси було ухвалено в січні 2003 року в остаточному варіанті та підписано згодом Президентом України. Господарський кодекс України набрав чинності з 1 січня 2004 року одночасно з Цивільним кодексом України. 
З набранням чинності Кодексу втратили чинність Закон України "Про підприємства в Україні" та "Про підприємництво" (крім статті 4).

## Мета кодексу
Мета Кодексу визначена у його Преамбулі.
Господарський кодекс України встановлює відповідно до Конституції України правові основи господарської діяльності (господарювання), яка базується на різноманітності суб'єктів господарювання різних форм власності.
Господарський кодекс України має на меті забезпечити зростання ділової активності суб'єктів господарювання, розвиток підприємництва і на цій основі підвищення ефективності суспільного виробництва, його соціальну спрямованість відповідно до вимог Конституції України, утвердити суспільний господарський порядок в економічній системі України, сприяти гармонізації її з іншими економічними системами.

## Структура кодексу
Кодекс складається з 418 статей і 6 прикінцевих положень, згрупованих у 41 главу і 9 розділів:
- Розділ I Основні засади господарської діяльності
  - Глава 1 Загальні положення
  - Глава 2 Основні напрями та форми участі держави і місцевого самоврядування у сфері господарювання
  - Глава 3 Обмеження монополізму та захист суб'єктів господарювання і споживачів від недобросовісної конкуренції
  - Глава 4 Господарська комерційна діяльність (підприємництво)
  - Глава 5 Некомерційна господарська діяльність
- Розділ II Суб'єкти господарювання
  - Глава 6 Загальні положення
  - Глава 7 Підприємство
  - Глава 8 Державні та комунальні унітарні підприємства
  - Глава 9 Господарські товариства
  - Глава 10 Підприємства колективної власності
  - Глава 11 Приватні підприємства. Інші види підприємств
  - Глава 12 Об'єднання підприємств
  - Глава 13 Громадянин як суб'єкт господарювання. Особливості статусу інших суб'єктів господарювання
- Розділ III Майнова основа господарювання
  - Глава 14 Майно суб'єктів господарювання
  - Глава 15 Використання природних ресурсів у сфері господарювання
  - Глава 16 Використання у господарській діяльності прав інтелектуальної власності
  - Глава 17 Цінні папери у господарській діяльності
  - Глава 18 Корпоративні права та корпоративні відносини
- Розділ IV Господарські зобов'язання
  - Глава 19 Загальні положення про господарські зобов'язання
  - Глава 20 Господарські договори
  - Глава 21 Ціни і ціноутворення у сфері господарювання
  - Глава 22 Виконання господарських зобов'язань. Припинення зобов'язань
  - Глава 23 Визнання суб'єкта підприємництва банкрутом
- Розділ V Відповідальність за правопорушення у сфері господарювання
  - Глава 24 Загальні засади відповідальності учасників господарських відносин
  - Глава 25 Відшкодування збитків у сфері господарювання
  - Глава 26 Штрафні та оперативно-господарські санкції
  - Глава 27 Адміністративно-господарські санкції
  - Глава 28 Відповідальність суб'єктів господарювання за порушення антимонопольно-конкурентного законодавства
- Розділ VI Особливості правового регулювання в окремих галузях господарювання
  - Глава 29 Галузі та види господарської діяльності
  - Глава 30 Особливості правового регулювання господарсько-торговельної діяльності
  - Глава 31 Комерційне посередництво (агентські відносини) у сфері господарювання
  - Глава 32 Правове регулювання перевезення вантажів
  - Глава 33 Капітальне будівництво
  - Глава 34 Правове регулювання інноваційної діяльності
  - Глава 35 Особливості правового регулювання фінансової діяльності
  - Глава 36 Використання у підприємницькій діяльності прав інших суб'єктів господарювання (комерційна концесія)
- Розділ VII Зовнішньоекономічна діяльність
  - Глава 37 Загальні положення
  - Глава 38 Іноземні інвестиції
- Розділ VIII Спеціальні режими господарювання
  - Глава 39 Спеціальні (вільні) економічні зони
  - Глава 40 Концесії
  - Глава 41 Інші види спеціальних режимів господарської діяльності
- Розділ IX Прикінцеві положення.

## Науково-практичне опрацювання Кодексу
Видано кілька науково-практичних коментарів ГКУ.
У 2008 році Вищий господарський суд України видав інформаційний лист "Про деякі питання практики застосування норм Цивільного та Господарського кодексів України" від 07.04.2008  N 01-8/211, спрямований на усунення неоднакової практики спільного застосування кодексу.
Вченими господарсько-правової науки проводиться робота щодо обґрунтування напрямів модернізації кодексу відповідно до потреб економічного розвитку та європейської інтеграції.
Інститутом економіко-правових досліджень НАН України розроблена "Концепція модернізації господарського законодавства на базі ГК України"
У 2014 році проведена всеукраїнська конференція, де узагальнено 10-річний досвід та перспективи вдосконалення ГКУ із виданням збірника статей провідних вчених у цій галузі та суддів господарських судів.

## Скасування Господарського кодексу України
Ініціативи стосовно скасування Господарського кодексу України розпочалися у 2005 та 2008 роках.
У 2015 році Міністерство юстиції України також висловилося за скасування Господарського кодексу України. Вчені-цивілісти, запрошені міністерством на презентацію ідеї, підтримали її. За їх словами, Господарський кодекс України містить положення, що дублюють або суперечать іншим законодавчим актам; адміністративні підходи Кодексу до регулювання господарської діяльності принципово застаріли; Кодекс передбачає занадто обтяжені процедури; він не відповідає реаліям комерційних відносин.
Разом з тим, вчені-господарники та судді господарських судів, що узяли участь у презентації, виступили різко проти цієї ідеї. Вказано на брак конкретних претензій до Кодексу, кулуарність підготовки ініціативи без участі фахівців у галузі господарського права, відсутність відслідковування результативності Кодексу; бездіяльність чиновників щодо оновлення його положень, загрозу дестабілізації судової практики, ігнорування наслідків скасування Кодексу для державної власності, неврахування досвіду Бельгії, Франції, Туреччини, Казахстану та інших країн, де в останнє десятиліття прийнято оновлені кодифікації господарського (комерційного) законодавства.  
У грудні 2015 року було оприлюднено Меморандум щодо недопустимості декодифікації господарського законодавства України. 
В 2020 році групою вчених-цивілістів було ініційовано чергову спробу скасувати Господарський кодекс України, для чого була розроблена Концепція оновлення Цивільного кодексу України.  
В 2021 році заперечення щодо скасування Господарського кодексу висловили науковці господарсько-правового напряму, підготувавши Науково-експертний висновок до Концепції оновлення Цивільного кодексу України.
12 січня 2023 року народні депутати України, в першому читанні, прийняли за основу законопроєкт № 6013 «Про особливості регулювання підприємницької діяльності окремих видів юридичних осіб та їх об'єднань у перехідний період», згідно з яким Господарський кодекс України визнавався таким, що втратив чинність, в зв'язку з тим, що його положення, переважно, не мають регулятивного ефекту, є декларативними за своїм змістом, а також суперечать іншим нормативно-правовим актам і загальним засадам цивільного законодавства.
9 січня 2025 року Верховна Рада України ухвалила в другому читанні й у цілому законопроєкт № 6013, який передбачає втрату чинності  Господарського кодексу України. Рішення підтримали 248 народних депутатів.
27 лютого 2025 року Президент України Володимир Зеленський підписав законопроєкт № 6013 «Про особливості регулювання підприємницької діяльності окремих видів юридичних осіб та їх об’єднань у перехідний період», яким узаконено втрату чинності Господарського кодексу України.
У газеті «Голос України» 27 лютого опубліковано закон про скасування Господарського кодексу. Йдеться про Закон «Про особливості регулювання діяльності юридичних осіб окремих організаційно-правових форм у перехідний період та об’єднань юридичних осіб» від 9 січня 2025 року № 4196-IX (див.; законопроєкт 6013).
Він набуває чинності з дня, наступного за днем його опублікування, а саме з 28 лютого 2025 року, та вводиться в дію через 6 місяців після набрання ним чинності (тобто — від 28 серпня 2025 року).